# IC 876
IC 876 је спирална галаксија у сазвјежђу Дјевица која се налази на листи објеката дубоког неба у Индекс каталогу.
Деклинација објекта је + 4° 29' 10" а ректасцензија 13h 18m 34,6s. Привидна величина (магнитуда) објекта IC 876 износи 14,3 а фотографска магнитуда 15,1. IC 876 је још познат и под ознакама MCG 1-34-17, CGCG 44-61, IRAS 13160+0445, PGC 46370.